# Eletica nigroapicalis
Eletica nigroapicalis is een keversoort uit de familie van oliekevers (Meloidae). De wetenschappelijke naam van de soort is voor het eerst geldig gepubliceerd in 1963 door Kaszab.